# Marktzeuln
Marktzeuln település Németországban, azon belül Bajorországban. Lakosainak száma 1631 fő (2023. december 31.). Marktzeuln Redwitz an der Rodach és Burgkunstadt községekkel határos.

## Népesség
A település népessége az elmúlt években az alábbi módon változott:
| Lakosok száma | 1206 | 1334 | 1631 | 1612 | 1537 | 1511 | 1558 | 1525 | 1573 | 1631 |
|               | 1875 | 1950 | 1970 | 2011 | 2013 | 2014 | 2016 | 2019 | 2021 | 2023 |